# International Intellectual Property Alliance
La International Intellectual Property Alliance (IIPA, en inglés Alianza Internacional de la Propiedad Intelectual), formada en 1984. es una coalición de siete asociaciones privadas que representan a los productores estadounidenses de contenido y materiales protegidos por las leyes de propiedad intelectual, incluyendo software, películas, programas de televisión, música, libros y revistas, con el objetivo de endurecer la protección internacional del copyright y de criminalizar a los infractores. Realizan sus gestiones junto con el gobierno estadounidense, gobiernos extranjeros afines y otros representantes del sector privado.
La IIPA colabora con la Oficina del Representante Comercial de Estados Unidos (USTR) compilando el informe anual Special 301 (más conocido como Priority Watchlist) de países extranjeros que el USTR considera que tienen una protección inadecuada de los derechos de propiedad intelectual. La IIPA fue el principal representante de la industria del entretenimiento en asesorar al gobierno de Estados Unidos en las negociaciones TRIPS de la Organización Mundial del Comercio (OMC), el Tratado de Libre Comercio de América del Norte (NAFTA), y en la Conferencia Diplomática que resultó en los dos tratados de "Internet" de la Organización Mundial de la Propiedad Intelectual (OMPI) en 1996.
La IIPA es miembro de la Organización Mundial de la Propiedad Intelectual.

## Miembros
- Association of American Publishers
- Business Software Alliance
- Entertainment Software Association
- Independent Film & Television Alliance
- Motion Picture Association of America
- National Music Publishers' Association
- Recording Industry Association of America